# Saison 1967-1968 des FAR de Rabat
Pour un article plus général, voir Association sportive des FAR (football).
Maillots
Chronologie
Saison précédente Saison suivante
La saison 1967-1968 des FAR de Rabat est la dixième de l'histoire du club. Cette saison débute alors que les militaires avait remporté le championnat de la saison dernière. Le club est par ailleurs engagé en coupe du Trône, aussi pour la première fois de leur histoire et d'un club marocain en coupe d'Afrique des clubs champions.
Finalement, les FAR de Rabat sont éliminés en quarts de finale de la coupe du Trône, en demi-finales de la coupe d'Afrique des clubs champions et remportent le championnat.
Le bilan en championnat des FAR de Rabat s'est terminé favorable car sur 34 matchs joués, ils en gagnent 17, en perdent 3 et cèdent 14 nuls pour 43 buts marqués et 24 encaissés.

## Contexte et résumé de la saison passée des FAR de Rabat
Durant la saison dernière, les FAR de Rabat remportent le championnat du Maroc pour la cinquième fois de leur histoire avec au total plus de 69 points avec 13 victoires, 13 nuls et 4 défaites. Tandis qu'en coupe du Trône les FAR de Rabat remportent leur premier match dans le cadre des seizième de final face à une équipe dont on ne connait pas le nom par manque d'informations puis ils affrontent le Maghreb de Fès dans le cadre des huitièmes de finale se terminant par une victoire des FAR sur le score d'un but à zéro. Ensuite pour le compte des quarts de finale, les FAR affrontent le Wydad de Casablanca dans le cadre d'un classico joué à Casablanca se terminant par une victoire des FAR sur le score d'un but à zéro. Son parcours dans cette compétition s'est finalement terminé en demi-finales face à la renaissance de Settat qui celui-ci sera le dauphin des FAR lors de cette saison. Au début cette rencontre s'était terminé sur le score d'un but partout et lorsque la FRMF décida de refaire jouer le match à Rabat, la renaissance de Settat réussit l’exploit d'éliminer les FAR à Rabat et sur un score de deux buts à zéro.
Au bilan lors de la saison dernières les FAR de Rabat remportent le championnat du Maroc et sont éliminés en demi-finales de la coupe du Trône de football.

## Saison
Lors de cette saison, l'Association Sportive des Forces Armées Royales participera au championnat du Maroc, à la Coupe du Trône de football et pour la première fois à la coupe d'Afrique des clubs champions. Il participera donc qu'à trois compétitions.

### Championnat
Le championnat du Maroc de football 1967-1968 est la 12e édition du championnat du Maroc de football. Elle oppose dix-huit clubs regroupées au sein d'une poule unique où les équipes se rencontrent deux fois, à domicile et à l'extérieur. Lors de cette saison la FRMF décide de faire relégué les quatre dernières équipes dans le but de faire jouer la saison suivante un championnat composée de seize équipes.

#### Composition du championnat
Lors de la saison dernière joué avec seize au lieu de quatorze, la FRMF a décidé de faire reléguer les quatre derniers clubs du championnat avec pour but de faire jouer la saison prochaine un championnat composée au total de seize équipes. Les FAR se trouve donc lors de cette saison en compagnie de dix-sept équipes que sont :
Le F.U.S. : le Fath Union Sport de Rabat.
Le W.A.C. : le Wydad Athletic Club.
Le M.C.O. : le Mouloudia Club d'Oujda.
Le R.C.A. : le Raja Club Athletic.
Le D.H.J.: le Difaâ Hassani d'El Jadida.
Le K.A.C.M. : le Kawkab Athlétique Club de Marrakech.
Le R.A.C : le Racing Athletic de Casablanca.
Le S.M. : le Stade Marocain.
Le K.A.C. : le Kénitra Athlétic Club.
Le T.A.S. : le Tihad Athlétique Sport.
Le M.A.S. : le Maghreb Association Sportive.
Le H.U.S.A. : le Hassania Union Sport d'Agadir.
La R.S.S. : la Renaissance Sportive de Settat.
Le R.B.M. : le Raja de Beni Mellal.
L'U.S.K. : l'Union de Sidi Kacem.
L'A.S.B. : l'Association sportive Barid.
et le S.C.C.M. : le Chabab Mohammédia.
Cette saison représente donc la dixième année de football de l'histoire des FAR de Rabat, il s'agit surtout de sa huitième en première division. On peut signaler aussi la présence du Stade Marocain, du FUS de Rabat et de l'AS Barid de Rabat qui celui-ci entame sa première saison en première division. Il y a donc dans ce championnat plus de quatre équipes basée dans la ville de Rabat en comptant les FAR de Rabat.

#### Classement final
Durant cette saison, le championnat du Maroc était composé au total de 18 équipes dont quatre étaient basées dans la ville de Rabat et le même nombre dans la ville de Casablanca. Le système de points durant cette saison est de trois points pour une victoire, deux pour un nul et un pour une défaite. Et lors de cette saison quatre clubs seront relégués pour pouvoir jouer la saison prochaine un championnat composé de 16 équipes.
| Place | Club                  | Points | Joué | Victoire | Nul | Défaite | Buts pour | Buts contre |
| ----- | --------------------- | ------ | ---- | -------- | --- | ------- | --------- | ----------- |
| 1e    | FAR de Rabat          | 82     | 34   | 17       | 14  | 3       | 43        | 24          |
| 2e    | Renaissance de Settat | 75     | 34   | 14       | 13  | 7       | 35        | 22          |
| 3e    | Raja de Casablanca    | 73     | 34   | 12       | 15  | 7       | 42        | 29          |
| 4e    | Union Sidi Kacem      | 72     | 34   | 12       | 14  | 8       | 36        | 28          |
| 5e    | Chabab Mohammédia     | 70     | 34   | 11       | 14  | 9       | 38        | 37          |
| 6e    | Mouloudia d'Oujda     | 70     | 34   | 12       | 12  | 10      | 31        | 34          |
| 7e    | KAC de Kénitra        | 69     | 34   | 11       | 13  | 10      | 37        | 30          |
| 8e    | Wydad de Casablanca   | 69     | 34   | 12       | 11  | 11      | 34        | 29          |
| 9e    | Difaâ d'El Jadida     | 69     | 34   | 9        | 17  | 8       | 51        | 47          |
| 10e   | Maghreb de Fès        | 69     | 34   | 10       | 15  | 9       | 20        | 19          |
| 11e   | Stade Marocain        | 69     | 34   | 8        | 19  | 7       | 29        | 29          |
| 12e   | Racing Casablanca     | 67     | 34   | 9        | 15  | 10      | 27        | 29          |
| 13e   | TAS de Casablanca     | 66     | 34   | 9        | 14  | 11      | 25        | 34          |
| 14e   | FUS de Rabat          | 65     | 34   | 9        | 13  | 12      | 43        | 40          |
| 15e   | Raja de Beni Mellal   | 64     | 34   | 10       | 10  | 14      | 34        | 44          |
| 16e   | Kawkab de Marrakech   | 63     | 34   | 7        | 15  | 12      | 30        | 36          |
| 17e   | AS Barid de Rabat     | 58     | 34   | 5        | 14  | 15      | 23        | 39          |
| 18e   | Hassania d'Agadir     | 54     | 34   | 5        | 10  | 19      | 20        | 51          |

Finalement, c'est les FAR de Rabat qui remportent le championnat avec au total 82 points soit 17 victoires, 14 nuls et seulement 3 défaites, en ayant sept points d'avance sur son dauphin qu'est la renaissance de Settat. Les clubs relégués en seconde division lors de cette saison sont le Raja de Beni Mellal, le Kawkab de Marrakech, l'AS Barid de Rabat et le Hassania d'Agadir puisque lors de cette saison la FRMF décida de relégué quatre équipes pour pouvoir faire jouer la saison prochaine un championnat de seize équipes et non de dix-huit. Les clubs promus en première division sont l'étoile de Casablanca et le CODM de Meknès.

### Coupe du Trône
La saison 1967-1968 de la coupe du Trône de football est la douzième édition de la compétition. Ayant comme champion le FUS de Rabat lors de l'édition précédente, cette compétition est la seconde plus importante du pays. Étant une équipe de première division, les FAR débutent cette compétition en seizièmes de finale.

### Coupe d'Afrique des clubs champions
L'édition 1968 de la coupe des clubs champions africains est la quatrième édition de la compétition. Ayant comme champion le club congolais du TP Englebert lors de l'édition précédente, cette compétition est l'une des plus importantes du continent. Elle est pour l'AS FAR sa première participation.

## Bilan
Au bilan durant cette saisons, les FAR de Rabat remportent pour une sixième fois le championnat du Maroc de football avec plus de 82 points soit 17 victoires, 14 nuls et 3 défaites. Le dauphin des FAR de Rabat lors de cette saisons est la Renaissance de Settat qui celui-ci à sept points de moins que les FAR. Son parcours en coupe du Trône a commencé en seizièmes de finale puisque ceux-ci sont en première division. Le résultat pour les seizièmes de finale est inconnu et on ne sais pas qui il a affronté également mais il a surement gagné ce match puisqu'il passe ce stade. En huitièmes de finale, ils affrontent le Wydad de Casablanca ou après un match nul sur le score, les FAR battent le Wydad aux tirs au but sur le score de 8-7. Puis pour le compte des quarts de finale, les FAR affrontent la Renaissance de Settat qui celui-ci est le club qui a éliminés les FAR au demi-finales et qui fut dauphin lors de la saison dernière et lors de cette saison. Cette rencontre entre les premiers du championnat marocain se termine par une défaite des FAR sur le score de deux buts à un comme lors de l'édition précédente. Les FAR ont aussi participer à une compétition africaine lors de cette saison appelée Coupe des clubs champions africains. Cette compétition oppose certains clubs champions de leur pays. Les FAR affrontent lors de leur première confrontation l'opposant dans une compétition africaine au club gambien d'Augustinians qui celui-ci déclara forfait avant le match aller qui devait se jouer à Rabat. Puis dans le cadre du premier tour, les FAR affrontent l'ASC Diaraf qui celui-ci portait toujours le nom de Foyer France. Le match aller s'est déroulé à Rabat et s'est terminé par une victoire des FAR sur le score de deux buts à zéro et pour le compte du match retour jouer au Sénégal précisément à Dakar, les FAR éliminent définitivement les sénégalais en les battant sur le score d'un buts à zéro et en cumulant le score on voit bien que les FAR de Rabat ont gagné sur le score de 3-0. Continuant son parcours, les FAR doivent ensuite affronter les Nigérians du Stationery Stores. Le match retour s'est déroulé à Rabat et s'est terminé par une victoire des FAR sur le petit score d'un but à zéro. Mais une très grosse surpris eut lieu lors du match retour au Nigeria, lorsque les Nigérians réussissent un battre les FAR sur le score de deux buts à un ce qui voulait donc dire qu'une séance de tirs au but devait obligatoirement lieu et ce fut finalement les FAR qui réussirent à se qualifier pour les demi-finales. Finalement après un parcours incroyable lors de sa première participation à une compétition continental, les FAR se font éliminer en demi-finales face au tenant du titre qu'est le TP Englebert. Le match aller eut lieu au Congo démocratique et s'est terminé par un nul d'un but partout mais dans le cadre du match retour jouée au Maroc, les congolais réussissent finalement a battre les militaires sur le score de trois buts à un.

## Annexe
1. ↑  Seule la nationalité sportive est indiquée. Un joueur peut avoir plusieurs nationalités mais n'a le droit de jouer que pour une seule sélection nationale.
2. ↑  Seule la sélection la plus importante est indiquée.